# Luci Aureli Cota (tribú 95 aC)
Luci Aureli Cota (en llatí: Lucius Aurelius Cotta) va ser un magistrat romà. Formava part de la gens Aurèlia.
Va ser tribú de la plebs l'any 95 aC juntament amb Tit Didi i Gai Norbà. Aquest darrer va presentar una acusació contra Quint Servili Cepió el vell, que Cota i Didi van intentar obstaculitzar, però Cota va ser expulsat del tribunal per la força. Més tard va ser pretor segons explica Ciceró, que l'esmenta diverses vegades i diu que era amic de Quint Lutaci Catul. Ciceró el considerava un orador mediocre. Era germà de Gai Aureli Cota i de Marc Aureli Cota.